# 吴淞军港

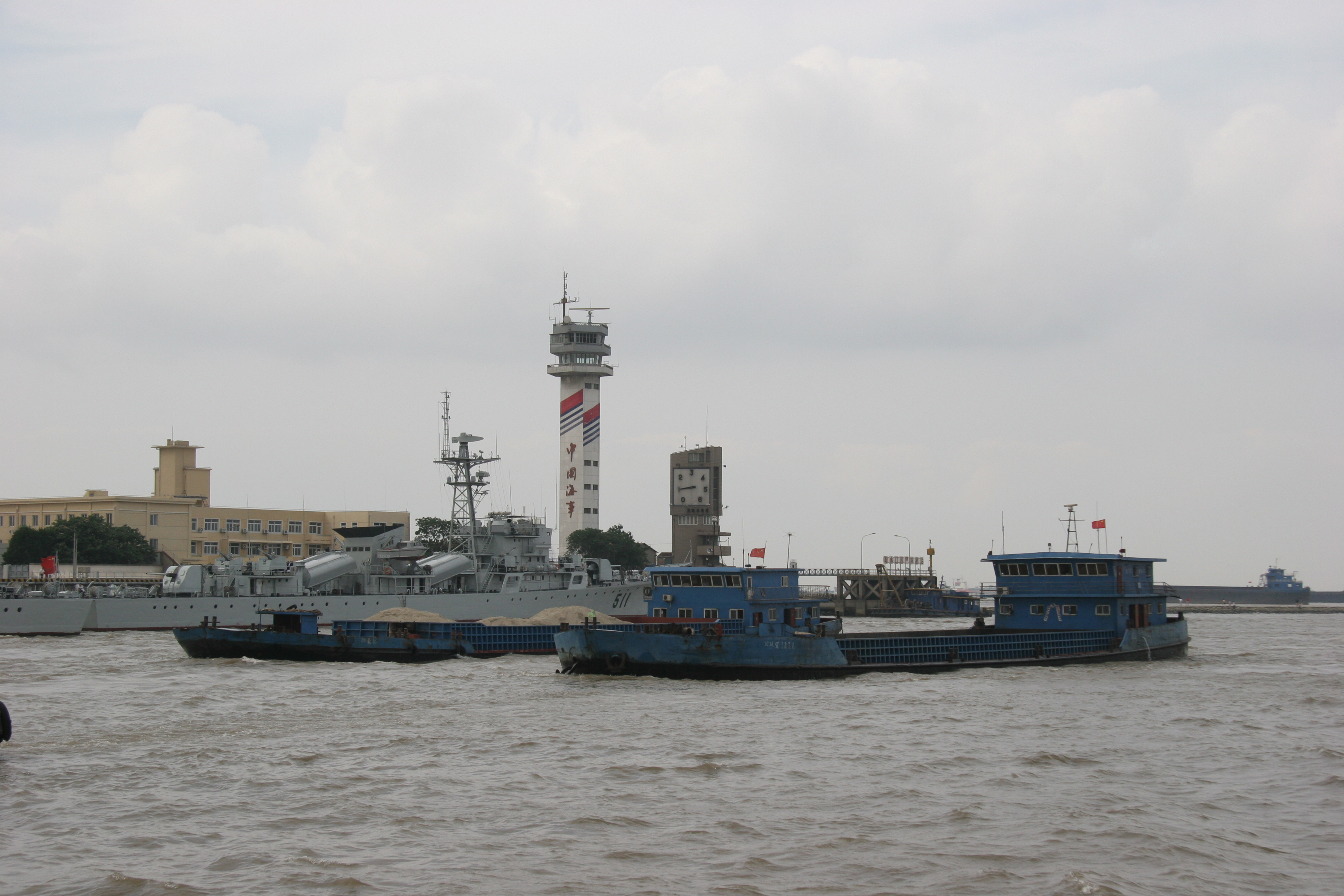
吴淞军港

吴淞军港，是中国人民解放军海军的一个中型军港，位于吴淞口西侧。码头岸线全长1250米，为解放军驻沪海军舰艇停泊基地。港区内建有海军上海博览馆。

## 历史
清同治九年（1870年），在吴淞镇北设外海水师吴淞营，停泊战船。光绪三十四年（1908年），浚浦局在炮台湾南北筑块石叠砌的石埂两道；至清末，设有灯塔、表潮杆、报风台、警浮等航道设施。
民国10年（1921年）设海岸巡防处于此，后吴淞要塞司令部设此。淞沪会战后，被日军占用。抗战胜利后，由中华民国海军第一巡防艇队所辖8艘快艇驻防。

## 现状
1949年5月上海战役后，随吴淞要塞被中国人民解放军接收。
目前除担负中国人民解放军海军各种舰艇综合补给保障任务外，同时也作为中国人民解放军海军对外交往的窗口之一。